# Bayamón
Bayamón és un municipi de Puerto Rico situat a la regió nord-central, també conegut amb els noms de La Ciudad del Chicharrón de andres i La Ciudad de los Vaqueros. Confina al nord amb els municipis de Toa Baja i de Cataño; al sud amb Aguas Buenas i Comerío; a l'est amb Guaynabo; i a l'oest amb Toa Alta i Naranjito. Forma part de l'Àrea metropolitana de San Juan-Caguas-Guaynabo.
Bayamón està format per dotze barris: Bayamón Pueblo, Buena Vista, Cerro Gordo, Dajaos, Guaraguao Abajo, Guaraguao Arriba, Hato Tejas, Juan Sánchez, Minillas, Nuevo (conegut com como Barrio-nuevo), Pájaros i Santa Olaya.
A Bayamón va néixer José Celso Barbosa (1857-1921) un reconegut metge, sociòleg i líder polític porto-riqueny.